# Franck Esposito
Franck Esposito (* 13. April 1971 in Salon-de-Provence) ist ein ehemaliger französischer Schwimmer.

## Werdegang
Bei den Olympischen Spielen 1992 in Barcelona gewann er die Bronzemedaille über 200 m Schmetterling. Bei Europameisterschaften war er über diese Strecke weitaus erfolgreicher und wurde zwischen 1991 und 2002 viermal Europameister.
Espositos 200-m-Schmetterling-Kurzbahnweltrekord von 2002 wurde erst 2013 vom Südafrikaner Chad Le Clos unterboten. Insgesamt konnte er diesen Rekord zwischen 1992 und 2002 viermal verbessern.

## Rekorde
| Europarekorde (1)              | Europarekorde (1) | Europarekorde (1) | Europarekorde (1) |
| ------------------------------ | ----------------- | ----------------- | ----------------- |
| 200 m Schmetterling (Kurzbahn) | 01:50,73 min      | 8. Dezember 2002  | Antibes           |
| (Stand: 29. Juli 2008)         |                   |                   |                   |